# NGC 5350
NGC 5350 (również PGC 49347, UGC 8810 lub HCG 68C) – galaktyka spiralna z poprzeczką (SBbc), znajdująca się w gwiazdozbiorze Psów Gończych. Odkrył ją William Herschel 14 stycznia 1788 roku. Należy do zwartej grupy galaktyk Hickson 68 (HCG 68).

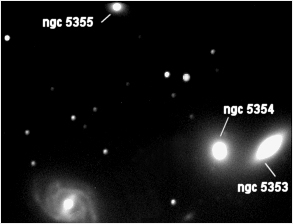
Grupa Hickson 68: NGC 5350 (w lewym dolnym rogu), NGC 5353, NGC 5354 i NGC 5355